# XXII wiek p.n.e.

XXII wiek p.n.e.

## Wydarzenia na Świecie
Wydarzena w Europie
Wydarzenia w Azji
- około 2200 p.n.e. – zniszczenie przez ludy indoeuropejskie grodu trojańskiego (według warstw archeologicznych jest to tzw. Troja II; nie jest to zdobycie Troi, które opisywał Homer)
- około 2193 p.n.e. – najazdy Gutejów kładą kres imperium akadyjskiemu
- 2113 p.n.e. – Urnammu zapoczątkowuje III dynastię z Ur
- Powstaje Wielki ziggurat w Ur

Wydarzenia w Afryce
- około 2155 p.n.e.[potrzebny przypis] – po śmierci władcy Egiptu Pepiego II następuje kres Starego Państwa
- około 2150 p.n.e.[potrzebny przypis] – złe plony wywołują głód i niepokoje społeczne w Egipcie
- około 2134 p.n.e.[potrzebny przypis] – początek pierwszego okresu przejściowego w historii Egiptu, kraj rozpada się na liczne państewka

Wydarzenia w Ameryce
Wydarzenia w Australii